# Degeneració de disc intervertebral
La degeneració de disc intervertebral o, senzillament, degeneració discal (DD) és una afecció mèdica provocada habitualment pel procés d'envelliment normal d'un o més discs intervertebrals (columna vertebral), en què hi ha canvis anatòmics i amb disminució o una pèrdua de la funció. La DD pot tenir lloc amb símptomes o sense, però normalment s'identifica un cop sorgeixen els símptomes. Es creu que la causa principal és la pèrdua de proteïnes solubles dins del líquid contingut en el disc amb la reducció resultant de la pressió oncòtica, que al seu torn provoca la pèrdua de volum del líquid. Les forces normals a la baixa fan que el disc afectat perdi alçada i es redueix la distància entre vèrtebres. L'anell fibrós, les capes externes dures d'un disc, també es debilita. Aquesta pèrdua d'alçada provoca laxitud dels lligaments longitudinals, que pot permetre el desplaçament anterior, posterior o lateral dels cossos vertebrals, provocant un mal alineament de l'articulació facetaria i artrosi; escoliosi; cifosi toràcica; hiperlordosi lumbar; estrenyiment de l'espai del canal vertebral (estenosi espinal); o estrenyiment de l'espai per on surt un nervi espinal (estenosi del forat de conjunció) amb inflamació resultant i impacte d'un nervi espinal, provocant una radiculopatia.
La DD pot causar dolor lleu a sever, agut o crònic, a prop del disc afectat, així com dolor neuropàtic si hi ha un nervi espinal afectat. El diagnòstic se sospita quan hi ha símptomes típics i troballes físiques; i confirmat per raigs X de la columna vertebral. Ocasionalment, el diagnòstic radiològic de degeneració discal es fa incidentalment quan es fa una radiografia cervical, una radiografia de tòrax o una radiografia abdominal per altres motius, i es reconeixen les anomalies de la columna vertebral. Les troballes radiogràfiques típiques inclouen la disminució de l'espai intersomàtic (entre els cossos vertebrals), el desplaçament dels cossos vertebrals, la fusió dels cossos vertebrals adjacents i el desenvolupament d'os al teixit tou adjacent (formació d'osteòfits). Normalment, una ressonància magnètica es reserva per a aquells amb símptomes, signes i troballes de raigs X que suggereixen la necessitat d'una intervenció quirúrgica.
El tractament pot incloure fisioteràpia per alleujar el dolor, un entrenament de força adequat amb èmfasi en la correcció de la postura anormal, ajudant els músculs paravertebrals (paraespinals) a estabilitzar la columna vertebral i enfortiment muscular del tors; exercicis d'estirament; massatges; analgèsia oral amb antiinflamatoris no esteroidals (AINE); i analgèsia tòpica amb lidocaïna, gel i calor. Es pot indicar la cirurgia immediata si els símptomes són greus o d'inici sobtat, o si hi ha un empitjorament sobtat dels símptomes. La cirurgia electiva pot estar indicada després de sis mesos de teràpia conservadora amb un alleujament insatisfactori dels símptomes.